# Радивиловский район
Радиви́ловский район (укр. Радивилівський район; до 1993 года — Червоноармейский) — упразднённая административная единица на юго-западе Ровненской области Украины. Административный центр — город Радивилов.

## История
Образован 17 января 1940 года в составе Ровенской области Украинской ССР, на территории города Радзивилов, бывшей сельской гмины Радзивилов, а также частично гмины Крупец Дубенского повята Волынского воеводства. Районным центром стал Радзивилов (тогда же переименованный в Червноармейск), а район получил название Червоноармейский. 21 января 1959 года к району была присоединена часть территории упразднённого Козинского района. В ходе хрущёвской административной реформы, в 1962 году Червоноармейский район был расформирован, а его территория вошла в состав Дубновского района. Восстановлен в 1966 году из частей территории Дубновского и Млиновского районов. В 1993 году район был переименован в Радивиловский.
17 июля 2020 года в результате административно-территориальной реформы район вошёл в состав Дубенского района. На его территории были сформированы Козинская, Крупецкая и Радивиловская территориальные общины. Территория Пляшевского сельского совета вошла в состав Демидовской поселковой общины.

## Демография
Население района составляло 36 732 человека (2019 г.), в том числе в городских условиях проживают 10 491 человек.

## Административное устройство
На момент упразднения район включал в себя:

Количество советов:
- городских — 1;
- сельских — 20.

Количество населённых пунктов:
- городов районного значения — 1;
- сёл — 73.